# Cayo Boca Seca
Boca Seca es un islote o cayo ubicado en el Parque nacional Morrocoy en el estado Falcón, Venezuela
Se ubica específicamente al norte de Playuelita, de la cual está separada por una barrera coralina.

## Características
Posee una playa de forma semicircular, la cual está protegida del oleaje oceánico por una barrera de coral. Debido a esto, no posee oleaje y es ideal para los niños.
Sus formaciones coralinas albergan una rica variedad de fauna ictiológica, lo cual la hace perfecta para la práctica del buceo con snorkel.
Esta playa también es usada como destino de uno de los hoteles más famosos de Tucacas: el Venetur Morrocoy (antiguo Morrocoy Coral Reef).

## Servicios
Posee servicios de sanitarios, restaurante, vendedores ambulantes y alquiler de artículos playeros, principalmente inflables.